# Franz Wilhelm Langguth Erben
Die Franz Wilhelm Langguth Erben GmbH & Co. KG ist eine rheinland-pfälzische Weinkellerei mit Firmensitz in Traben-Trarbach an der Mittelmosel. Mit ca. 45 Millionen Flaschen pro Jahr zählt das Unternehmen zu den größten Weinerzeugern Deutschlands. Der Umsatz lag 2013 bei ca. 95 Millionen Euro.

## Entwicklung
Die Geschichte der mittelständischen Privatkellerei Franz Wilhelm Langguth Erben GmbH & Co. KG geht zurück auf das Jahr 1789. Gegründet von Franz Wilhelm Langguth ist das Unternehmen heute in der siebten Generation im Familienbesitz. Mit Marken wie Himmlisches Mosel-Tröpfchen ging die Weinkellerei in den 1950er und 1960er Jahren auf den deutschen Markt. Seit 1964 wurden ca. 360 Mio. Flaschen der Marke „Erben“ verkauft. Weitere beliebte Weine sind Erben Spätlese und Erben Dornfelder.
Für Franz Wilhelm Langguth Erben entwickelte der Marketingexperte Hans Domizlaff 1967 die französische Weinmarke Medinet. Zum Markenkonzept gehörte insbesondere die von Domizlaff geschaffene Flaschenform – eine Amphore – und der Markenname Medinet. Unter dieser Marke und in der von Domizlaff entworfenen Amphore wird der Wein bis heute von Langguth vertrieben und zählt zu den größten Weinmarken in Deutschland. Im Jahr 2017 erfolgte zum 50-jährigem Bestehen ein kompletter Relaunch der Marke mit Sondereditionen.
Zur Langguth-Gruppe zählen außerdem seit 1996 die Exportkellerei H. Sichel Söhne GmbH mit der Weinmarke Blue Nun – sie zählt zu den bekanntesten deutschen Weinmarken weltweit – sowie Erben Weingut 1789 und die Villa W. Weinmanufaktur mit Weinlagen an Mosel und Ruwer. Heute wird der Wein von Franz Wilhelm Langguth Erben in über 80 Ländern weltweit vertrieben.
Nach der Übernahme durch Grands Chais de France im Frühjahr 2024 wurde angekündigt den Betrieb bis zum 31. August 2024 stillzulegen.